# 瓦勒德拉艾
瓦勒德拉艾（法語：Val-de-la-Haye，法語發音：[val də la ɛ]）是法国滨海塞纳省的一个市镇，属于鲁昂区。

## 地理
瓦勒德拉艾（49°22'40"N, 1°0'7"E）面积10.16 平方千米，位于法国诺曼底大区滨海塞纳省，该省份为法国北部沿海省份，其西部及北部濒大西洋英吉利海峡，东起顺时针与索姆省、瓦兹省、厄尔省和卡爾瓦多斯省接壤。
与瓦勒德拉艾接壤的市镇（或旧市镇、城区）包括：康特勒、大库罗讷、塞纳河畔欧托、小库罗讷、萨于尔、圣皮埃尔-德马讷维尔。

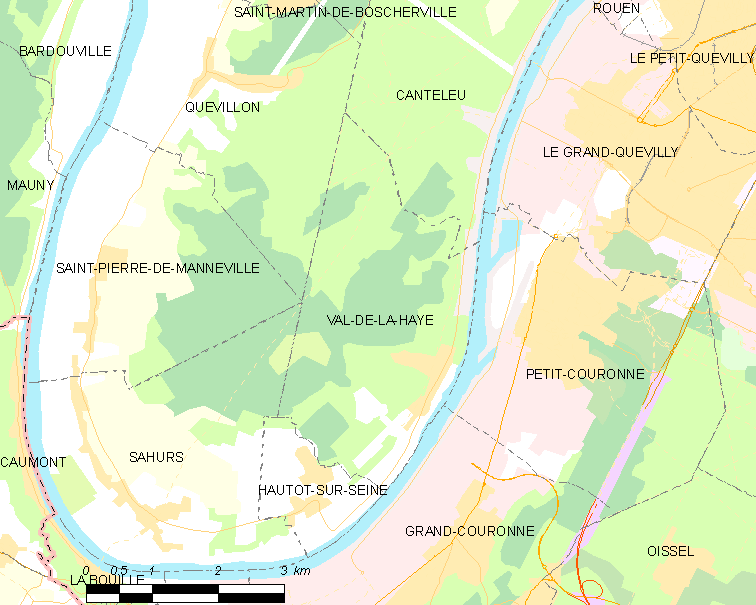
瓦勒德拉艾的OSM定位图

瓦勒德拉艾的时区为UTC+01:00、UTC+02:00（夏令时）。

## 行政
瓦勒德拉艾的邮政编码为76380，INSEE市镇编码为76717。

## 政治
瓦勒德拉艾所属的省级选区为康特勒县。

## 人口

1962-2008年间瓦勒德拉艾人口变化图示

瓦勒德拉艾于2022年1月1日时的人口数量为699人。